# Páramo de Talamanca

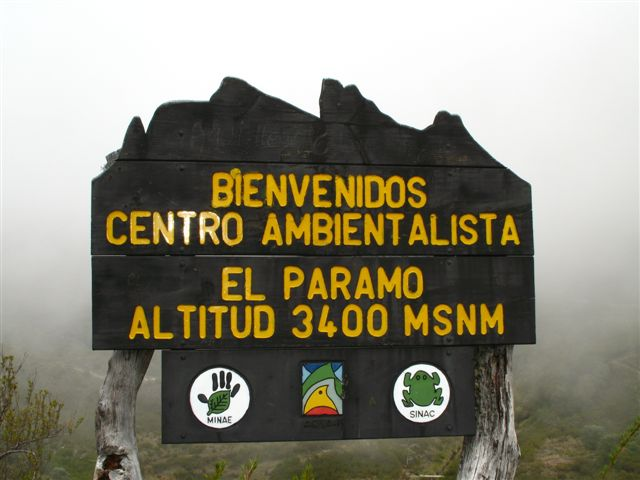

El páramo de Talamanca, es una región natural de pastizales y matorrales montanos de Costa Rica y el oeste de Panamá.

## Configuración
El ecosistema de páramo en América Central incluye varios enclaves en las cumbres más altas de la cordillera de Talamanca en el este de Costa Rica y el oeste de Panamá, con una superficie total de 31 km2. El páramo se encuentra por encima de los 3.000-3.100 metros de altitud en las cumbres del cerro de la Muerte, cerro Chirripó y cerro Kamuk en Costa Rica, cerro Echandi en la frontera entre Costa Rica y Panamá,cerro Fábrega y Cerro Itamut en Panamá.
Está rodeado en elevaciones más bajas por los bosques montanos de Talamanca. El Fondo Mundial para la Naturaleza incluye este páramo  dentro de la ecorregión de los bosques montanos, aunque el páramo tiene una flora distinta con afinidades con el páramo de los Andes del Norte.

## Flora
El páramo se puede dividir en tres zonas. El subpáramo es un bosque enano, dominado por el bambú enano Chusquea subtessellata, junto con arbustos bajos.
El páramo propiamente dicho se encuentra por encima del subpáramo y está dominado por pastos, juncos, hierbas y arbustos bajos de las familias Gramineae, Asteraceae, Cyperaceae, Rosaceae y Ericaceae. Sobre el páramo se encuentra el superpáramo, una zona estrecha con escasa vegetación entre el páramo de pastos y la línea de nieve.
El páramo alberga 416 especies de plantas con flores, de 216 géneros y 72 familias. Cincuenta especies son endémicas de los páramos de Talamanca. Asteraceae es la más rica en especies, con 73 especies, incluidos cinco géneros endémicos: Iltisia, Jessea, Laestadia, Talamancalia y Westoniella . Veinte especies están restringidas a las elevaciones más altas del páramo (3500 a 3819 m): Azorella biloba, Castilleja quirosii, Draba jorullensis, Lewisia megarhiza, Lysipomia acaulis, Poa chirripoensis, Ranunculus crassirostratus, Senecio kuhbieri, Stevia westonii, Uncinia koyamae, Westoniella chirripoensis y Westoniella eriocephala .

## Fauna
32 especies de mamíferos habitan el páramo, incluyendo musarañas (Cryptotis), conejos ( Sylvilagus), ocelote (Leopardus pardalis), tigrillo (Leopardus wiedii), puma (Puma concolor ssp. costaricensis) y danta centroamericana (Tapirus bairdii).
Se han observado 70 especies de aves en el páramo. Doce son considerados verdaderos residentes del páramo, que viven todo el año en él: el halcón de cola roja ( Buteo jamaicensis ), la curruca de mejillas negras ( Basileuterus melanogenys ), el zorzal común ( Zeledonia coronata ), la curruca garganta de fuego ( Oreothlypis gutturalis ), Cucarachero arbóreo ( Thryorchilus browni ), colibrí volcánico ( Selasphorus flammula ), zorzal ruiseñor de pico negro ( Catharus gracilirostris ), zorzal grisáceo ( Turdus nigrescens ), tangara negra ( Chlorospingus pileatus ), junco volcánico ( Junco vulcani ), cerquero patigrande ( Pezopetes capitalis ), y gorrión de collar rufo ( Zonotrichia capensis ). Otras 34 especies son visitantes habituales del subpáramo desde los bosques nubosos adyacentes; el resto son visitantes ocasionales.
El páramo alberga un anfibio, la salamandra lengua de champiñón ( Bolitoglossa pesrubra ), y dos reptiles, el lagarto caimán montano ( Mesaspis monticola ) y el lagarto espinoso verde ( Sceloporus malachiticus ). Otras 16 especies de reptiles y anfibios habitan los bosques enanos del subpáramo.
En el páramo se registran 71 especies de insectos, siendo Lepidoptera el orden con más especies. Las especies más abundantes son la polilla Gonodonta pyrgo, la chicharrita Hortensia similis y el abejorro Bombus ephippiatus .

## Áreas protegidas
Todo el páramo costarricense y panameño se encuentra en áreas protegidas. El parque nacional Chirripó, establecido en 1975, protege el área de páramo más grande de Costa Rica en el cerro Chirripó (3.819 m) y los picos circundantes. El parque internacional La Amistad, establecido en 1982, protege el páramo en los picos que se extienden hacia el sureste desde cerro Chirripó, incluidos Eli, Dúrika y Kamuk en Costa Rica y Fábrega, Itamut y Echandi en Panamá. El parque nacional Tapantí-Macizo cerro de la Muerte protege los páramos del macizo de Buenavista. Los parques nacionales Irazú y Turrialba protegen el páramo de los volcanes Irazú y Turrialba en la Cordillera Central.